# Бернисар
Бернисар (на френски: Bernissart) е селище в Югозападна Белгия, окръг Ат на провинция Ено. Населението му е около 11 500 души (2006).